# San Juan Evangelista (políptico de 1472)
San Juan Evangelista es una pintura al temple y oro sobre tabla de 28 x 15,5 cm de Carlo Crivelli, datada en 1472 y conservada en la Pinacoteca del Castillo Sforzesco de Milán. Formaba parte probablemente del Políptico de 1472. 

## Historia
El políptico, probablemente en origen en la iglesia de Santo Domingo de Fermo, fue desmembrado poco antes de 1834, y los paneles dispersados en el mercado anticuario. El San Juan Evangelista se encontraba con el San Bartolomé en la colección Castelbarco y fue donado al ayuntamiento de Milán por Giuseppe Levis. La atribución a Crivelli es prácticamente unánime (Berenson, Rushforth, Borenius y subsiguientes, con la sola excepción de Geiger).
La reconstruida predela con otros cuatro compartimentos (Filadelfia, New Haven, Milán y Ámsterdam) es asignada al políptico de 1472 si bien con alguna incertidumbre debida a la ausencia de documentación. 

## Descripción y estilo
En el panel arqueado, que debía estar en la mitad derecha, san Juan Evangelista es representado en un gesto original, el de llevarse el índice de la mano sobre los labios y con la mirada baja, como si estuviera concentrándose para encontrar la inspiración en la escritura del evangelio que sostiene abierto ante sí con la mano izquierda, o como si estuviera reuniendo las ideas para argumentar durante una conversación con la figura (san Bartolomé) del panel de al lado. 
Su fisionomía es diferente a los otros santos de la predela: un joven imberbe, con largos cabellos rubios que caen rizados sobre los hombros. Se enfatiza, como en tantas obras de Crivelli, la expresividad de las manos: la que sujeta el libro por ejemplo está ligeramente más alargada de lo normal.